# Eustomias satterleei
Eustomias satterleei är en fiskart som beskrevs av Beebe, 1933. Eustomias satterleei ingår i släktet Eustomias och familjen Stomiidae. Inga underarter finns listade i Catalogue of Life.